# Carinthian Falcons
Die Carinthian Falcons waren ein österreichisches American-Football-Team aus der Kärntner Landeshauptstadt Klagenfurt.
Das Team wurde ursprünglich im Juni 2000 in Feldkirchen als Feldkirchen Falcons gegründet. 2001 siedelte der Verein nach Klagenfurt um, und ein Jahr darauf benannte er sich in Carinthian Falcons um. Die Vereinsfarben der Falcons waren Rot, und Silber. Heimstätte des Vereins war der Koschatplatz, Trainingsstätte der ASV-Platz in Klagenfurt.
In den Jahren 2001 und 2002 gewannen die Falcons in der Division I mit Siegen gegen die Amstetten Thunderbolts und der zweiten Mannschaft der AFC Vienna Vikings die Silver Bowl. Daraufhin stiegen sie in die Austrian Football League auf, in der sie im Jahr 2003 die Play-offs erreichten. 2005 schlossen sie sich mit den neu gegründeten Carinthian Black Lions zusammen.

## Erfolge
- Silver Bowl: 2001(als Feldkirchen Falcons), 2002(als Carinthian Falcons)